# Munjong van Joseon
Koning Munjong, geboren als Yi Hyang, was de vijfde koning van de Koreaanse Joseondynastie. Hij stierf echter in 1452 en was dus slechts twee jaar koning. Hij werd opgevolgd door zijn zoon Danjong.
Tijdens de laatste jaren van zijn vader nam Munjong de staatszaken waar.

## Volledige postume naam
- King Munjong Gongsun Heummyung Insuk Gwangmun Seonghyo the Great of Korea
- 문종공순흠명인숙광문성효대왕
- 文宗恭順欽明仁肅光文聖孝大王

- International Standard Name Identifier: 0000 0001 2208 2228
- Library of Congress Control Number: n79095845
- Union List of Artist Names: 500322966
- Virtual International Authority File: 1293004
- WorldCat: E39PBJwMDHvghVjbQcqJmbDXh3